# Stefan Diefenbach-Trommer
Stefan Diefenbach-Trommer (* 1971 in München) ist ein deutscher Politik- und Menschenrechts-Aktivist und Journalist. Er hat unter anderem die Anti-Atom-Organisation .ausgestrahlt mit gegründet und geleitet. Von 2015 bis März 2025 war er hauptamtlicher Vorstand der Allianz Rechtssicherheit für politische Willensbildung, einem Zusammenschluss von Vereinen und Stiftungen. Er ist Experte für Gemeinnützigkeit und Zivilgesellschaft.

## Leben
Diefenbach-Trommer studierte in Leipzig Arabistik, Journalistik und Rechtswissenschaft. Danach absolvierte er ein Redaktionsvolontariat bei der Oberhessischen Presse in Marburg. Er erhielt 2002 den Anerkennungspreis des Verbands Hessischer Zeitungsverleger (VHZV) für junge Journalistinnen und Journalisten für eine Reportage aus Eisenach.
2006 bis 2008 leitete er als Campaigner die Kampagne des Bündnisses Bahn für Alle gegen die Privatisierung der Deutschen Bahn.
2008 startete er mit Jochen Stay und anderen die Anti-Atom-Organisation .ausgestrahlt und gehörte zu den ersten beiden Angestellten. Bis 2014 leitete er das Büro der Organisation und verantwortete unter anderem Öffentlichkeitsarbeit und Fundraising.
Seit 2014 arbeitete er für die Allianz Rechtssicherheit für politische Willensbildung, einem Zusammenschluss von mehr als 220 Vereinen und Stiftungen. Als Experte für Gemeinnützigkeitsrecht wurde er unter anderem zu Anhörungen in den Bundestag eingeladen. Bis März 2025 war er hauptamtlicher Vorstand, bis Ende Juni noch Mitarbeiter.
2016 bis 2023 war er ehrenamtlich als Vertreter der geförderten Projekte Mitglied des Stiftungsrats der Bewegungsstiftung.
Er ist berufenes Mitglied des wissenschaftlichen Beirats des Bündnis für Gemeinnützigkeit.
Als Jugendlicher war er aktiv im Bund Deutscher PfadfinderInnen und in der Schülervertretung als Schulsprecher, Kreisschülersprecher und Mitglied im Vorstand der Landesschülervertretung Hessen sowie in der Jungen Presse Hessen.
Am 9. Juli 2020 erhielt er den Menschenrechtspreis Marburger Leuchtfeuer für soziale Bürgerrechte 2020 für sein „herausragendes Engagement zugunsten sozialer Gerechtigkeit und einer lebendigen Demokratie“.

## Veröffentlichungen (Auswahl)
- 2024: Rechtliche Rahmenbedingungen von Engagement. Vom Grundrecht auf Vereinigungsfreiheit zu den Fallstricken der Gemeinnützigkeit. In: Zivilgesellschaftliches Engagement und Freiwilligendienste (Nomos)
- 2021: Nötige Unterscheidungen zur politischen Betätigung gemeinnütziger Körperschaften: Zweck, Mittel, Haltung und Tagespolitik. In: Zeitschrift für das Stiftungs- und Vereinswesen (ZStV).
- 2020: Aufsatz über Folgen der Corona-Krise für zivilgesellschaftliches Engagement
- 2019: Aufsatz „Politisches und gemeinnütziges Engagement widersprechen sich nicht“
- 2018: Studie „Engagiert Euch nicht? Wie das Gemeinnützigkeitsrecht politisches Engagement behindert“
- 2016: Gastbeitrag Frankfurter Rundschau „Wenn Politik gemeinnützig ist“

## Fernsehauftritte (Auswahl)
- Video: Angriff auf Attac: Was heißt hier eigentlich gemeinnützig?, in der Sendung Monitor vom März 2019 (2:38 – 3:02) in der ARD-Mediathek
- ZDF-Service-Magazin „Volle Kanne“ im Februar 2020